# Auguste von Littrow
Auguste Wilhelmine von Littrow, nota anche con lo pseudonimo di Otto August (Praga, 13 febbraio 1819 – Vienna, 23 marzo 1890), è stata una scrittrice, attivista per i diritti delle donne austriaca.

## Biografia
Nacque a Praga, all'epoca nell'Impero austriaco, il 13 febbraio 1819. Fu figlia del medico Ignaz Rudolf Bischoff (nome assunto dal 1836, in precedenza noto come Edler von Altenstern, nato nel 1784 e deceduto nel 1850) e di Johanna Kuh. Poco dopo il suo ventesimo compleanno, nel 1839, sposò l'astronomo Karl Ludwig von Littrow (1811-1877), figlio dell'astronomo Joseph Johann von Littrow (1781-1840), e visse con il marito a Vienna.
Dopo poco tempo, il salotto Littrow, prevalentemente letterario, si trasformò in un ricercato luogo di incontro e centro della Vienna intellettuale, che a volte parteciparono Hermann Bonitz, Josef Danhauser, Marie von Ebner-Eschenbach, August Eisenmenger, Ernst von Feuchtersleben, Ottilie von Goethe, Franz Grillparzer, Friedrich Hebbel, Rudolf von Jhering, Joseph Lewinsky e Franz Miklosich. Franz Grillparzer, che era suo amico, la chiamava scherzosamente "Frau Astronomus", presumibilmente per la sua indagine del fenomeno fino ad allora sconosciuto delle donne lavoratrici più povere, chiamate Weiber, a Vienna.
Von Littrow fu autrice di articoli sull'occupazione femminile e sul reclutamento di insegnanti diplomati nelle scuole elementari dopo l'introduzione dell'istruzione obbligatoria per ragazzi e ragazze nell'Impero Austro-Ungarico. Il 13 novembre 1866, insieme a Iduna Laube ed a Helene von Hornbostel, moglie dell'industriale Theodor von Hornbostel, fondò il Verein für volkswirtschaftlichen Fortschritt (Associazione per il progresso economico), che in seguito divenne il Wiener Frauen-Erwerbs-Verein (Associazione viennese per lo sviluppo femminile), proseguito dall'attivista per i diritti delle donne Lucia Laube (1872-1945), figlia del geologo Gustav Carl Laube (1839-1923), presidente del Frauen-Erwerbs-Verein (Associazione tedesca per lo sviluppo femminile) con sede a Praga e membro del Bund österreichischer Frauenvereine (Federazione delle associazioni femminili austriache).
Von Littrow pubblicò articoli autobiografici e un diario di viaggio.

## Opere
- Aus dem persönlichen Verkehre mit Franz Grillparzer, Wien: L. Rosner 1873 (Digitalisat)
- Die Krankenpflege durch Frauen mit Rücksicht auf die gegenwärtigen Verhältnisse. Verlag Czermak, Wien 1872.
- Die sociale Bewegung auf dem Gebiete der Frauen. Hoffmann & Campe, Hamburg 1868.